# Baden (Svizzera)
Baden (toponimo tedesco) è un comune svizzero di 19 168 abitanti del Canton Argovia, nel distretto di Baden del quale è capoluogo; ha lo status di città.
Sorge sulla riva sinistra del fiume Limmat, a circa 25 km dalla città di Zurigo; è conosciuta come centro termale sin dell'epoca romana e come città sede dell'industria elettromeccanica Brown, Boveri & Cie (BBC) divenuta poi ABB.

## Geografia fisica
La città di Baden è situata sulla sponda sinistra del fiume Limmat, ha un'estensione di 13,17 km² e un'altitudine di 381 m s.l.m.. La città si sviluppa prevalentemente lungo il corso della Limmat. Nella parte occidentale del territorio comunale sorgono le frazioni di Dättwil e di Segelhof, mentre a sudovest è presente l'exclave di Rütihof.

### Territorio

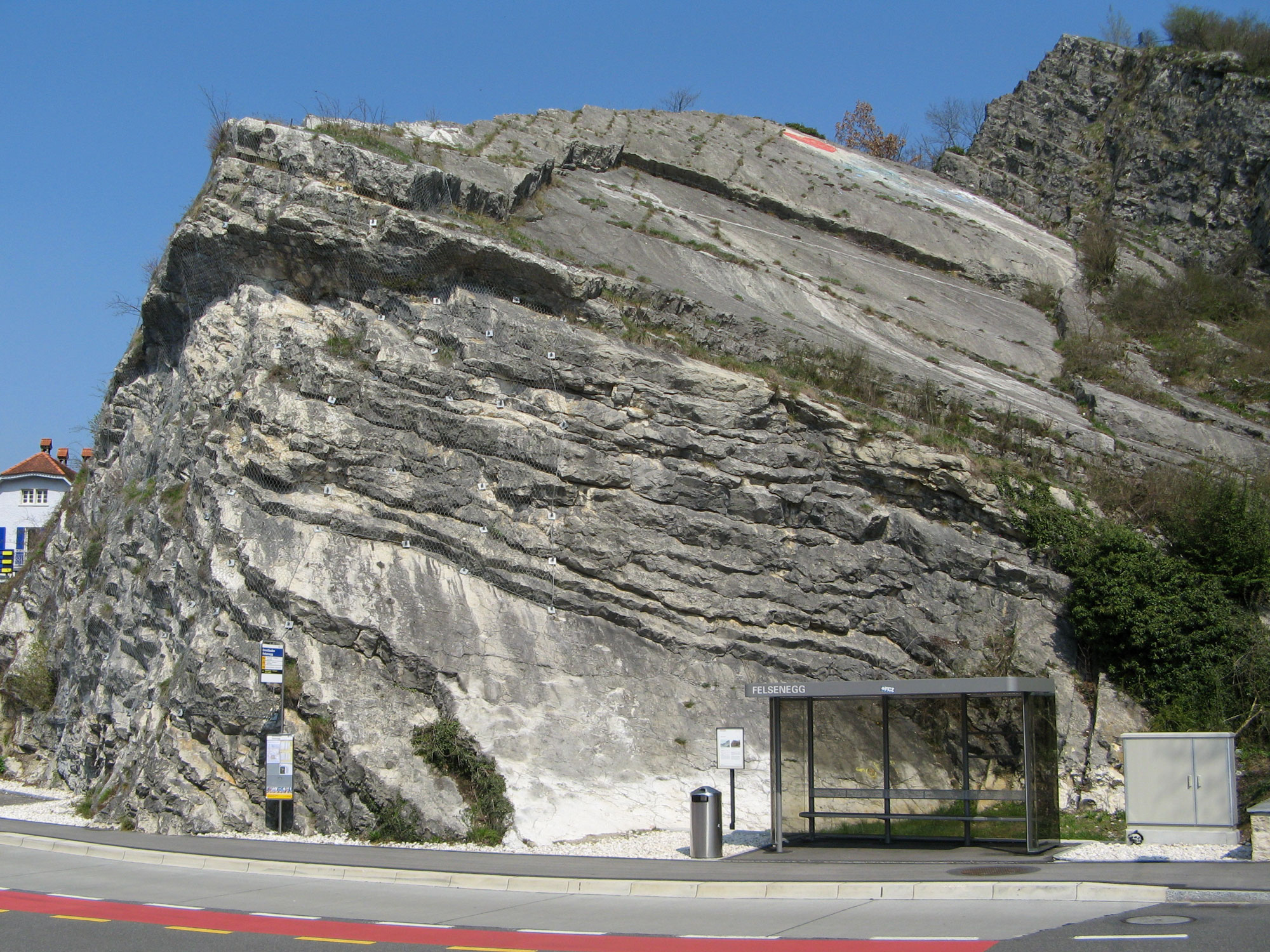
Punta orientale del Lägern nei pressi del Landvogteischloss

Baden si trova all'incrocio tra l'Altipiano svizzero e il Massiccio del Giura. Sul lato destro del fiume Limmat si trova il Lägern, un costone roccioso che rappresenta la propaggine orientale del Massiccio del Giura e che raggiunge gli 800 m s.l.m.. Questo costone si è formato circa 9 milioni di anni fa ed è costituito da roccia calcarea.
La punta orientale del Lägern da una parte e l'Hundsbuck e lo Schlossberg dall'altra formano una restrizione della valle della Limmat. Subito dopo la gola rappresentata dal Landvogteischloss il corso del fiume si apre in una vallata ghiaiosa. Lungo il corso della Limmat sono presenti circa sedici sorgenti di acqua termale.
Nella parte meridionale di Baden è presente l'Heitersberg, un complesso montuoso dell'Altipiano svizzero caratterizzato da complessi molassici, e composto dal Chrüzliberg (514 m s.l.m.), dal Baregg (531 m s.l.m.) e dall'Oberhau (619 m s.l.m.). Tra il Chrüzliberg e il Baregg si trova il Teufelskeller, un complesso di grotte e torri rocciose. Ad ovest dell'Heitersberg si sviluppa una morena laterale sviluppatasi nel corso della glaciazione Würm.

## Storia
Le prime tracce di Baden risalgono ai tempi dell'Impero romano attorno all'anno 17 d.C. con la costruzione della città di "Aquae Helveticae" nella parte settentrionale dell'attuale città. Grazie alle sue sorgenti di acque termali serviva il campo legionario di Vindonissa, situato nei pressi dell'attuale Windisch.

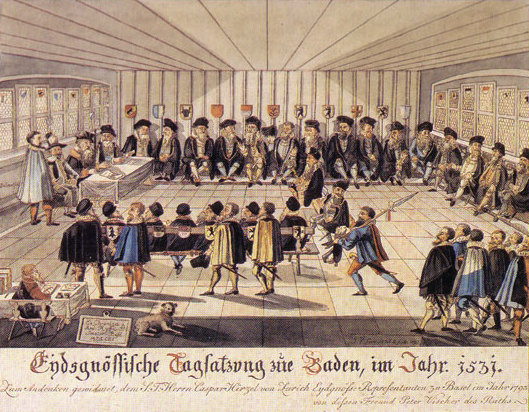
Dieta federale tenutasi a Baden nel gennaio del 1531

Il borgo continuò ad essere abitato anche dopo che i Romani si ritirarono e all'età carolingia nell'850 circa risale la costruzione della chiesa sul sito dove sorge l'attuale chiesa cattolica. Nel corso dell'XI e del XII secolo vennero costruiti il castello e la linea di fortificazioni in pietra, con il borgo che venne governato prima dalla famiglia Nellenburg e poi dalla famiglia Lenzburg. Nel XIII secolo Baden passò sotto il controllo degli Asburgo e ottenne il titolo di città. Allo stesso periodo risale la costruzione del ponte di legno, che consentì un aumento dei traffici commerciali, e lo sviluppo della città con la costruzione di nuove case prima in legno e poi in pietra. Nel 1415 Baden venne assediata dai confederati nel corso della conquista dell'Argovia e il castello venne distrutto. Dopo il passaggio dagli Asburgo alla Vecchia Confederazione la città di Baden continuò a fiorire, rimanendo un punto di ritrovo per la presenza delle acque termali
A Baden ebbero luogo molte diete confederali negli anni successivi, nel corso delle quali vennero prese numerose decisioni su guerra, pace e alleanze, tra cui il Trattato di Baden del 1585 e la Defensionale del 1668. Il periodo che va dal 1415 al 1712 è noto come l'età dell'oro di Baden, durante il quale la città era un punto di attrazione per i commerci e le acque sorgive. Nel 1546 i cittadini optarono per il mantenimento della fede cattolica nel primo dibattito pubblico tra cattolici e protestanti, ricostruendo il castello e rinforzando le difese cittadine. Nel 1546 e nel 1626 si verificarono due epidemie di peste che fecero numerosi morti.

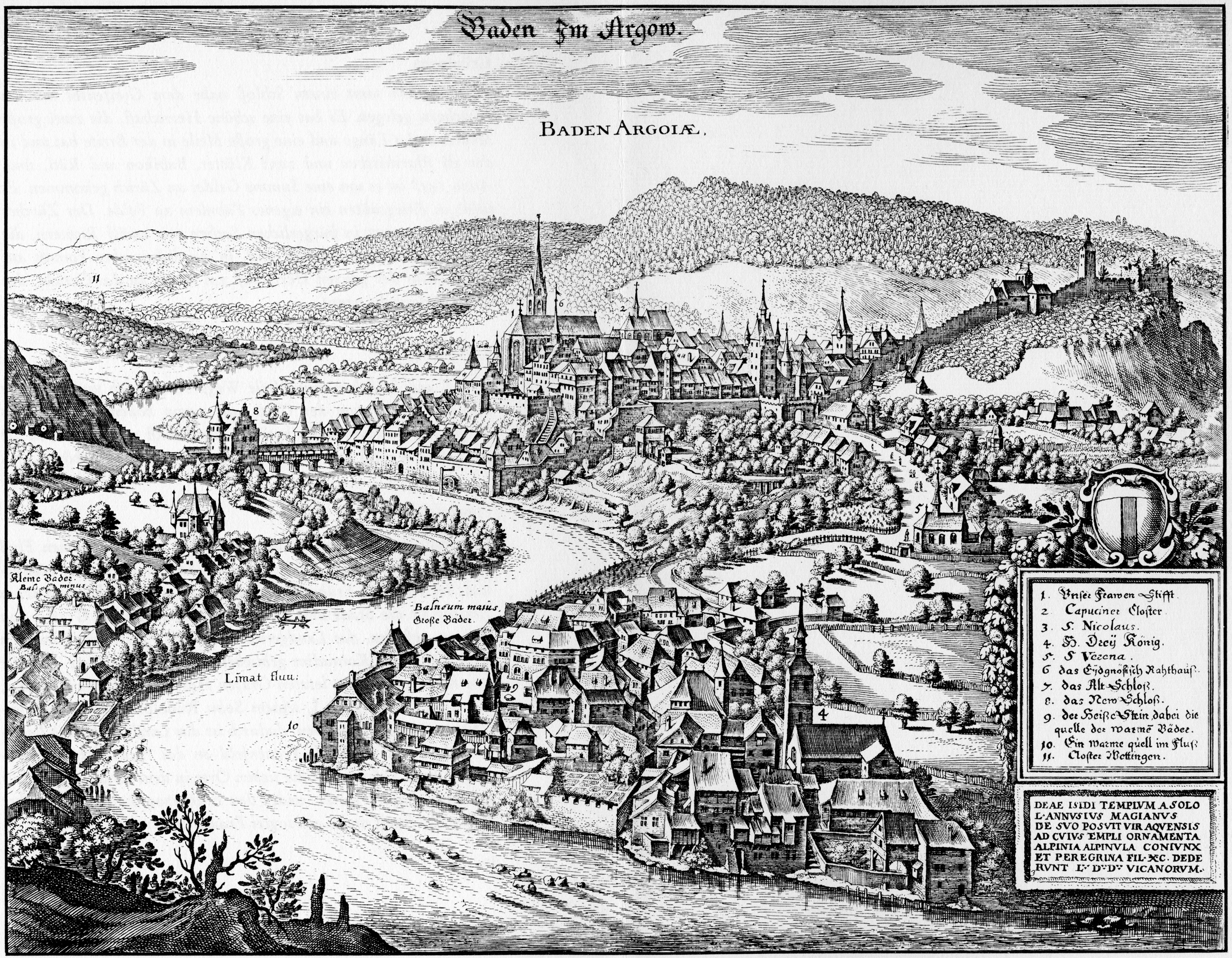
Baden nel 1642

Nel 1712 la città di Baden venne nuovamente assediata, questa volta dai cantoni di Berna e di Zurigo, nella guerra che opponeva i cantoni riformati ai cantoni cattolici. L'assedio si concluse con la distruzione del castello e con la costruzione di una chiesa riformata con le macerie dello stesso castello. Nel 1714 Baden fu al centro della scena europea: per circa cinque mesi i delegati di diversi governi europei soggiornarono a Baden nel corso della conferenza di pace a seguito della guerra di successione spagnola. Il trattato, siglato a Baden il 7 settembre 1714, regolò i rapporti tra il Sacro Romano Impero e il regno di Francia, senza però aggiungere più di quanto fosse stato deliberato con il trattato di Rastatt. Nel 1718 sempre a Baden venne firmato un trattato di pace che pose fine alla guerra tra i cantoni protestanti e i cantoni cattolici.
Baden fu anche la capitale dell'omonimo cantone tra il 1798 e il 1803, quando venne istituito il Canton Argovia. Nel 1815 con la nascita della nuova confederazione Baden ricominciò a fiorire con il rinnovamento dell'intera area termale e con la nascita delle prime industrie; il 22 dicembre 1819 dal territorio della città venne scorporata la località di Ennetbaden, divenuta comune autonomo. Il 7 agosto 1847 venne inaugurata la prima linea ferroviaria svizzera, nota come Spanisch Brötli Bahn, realizzata dalla Schweizerische Nordbahn, che collegava Zurigo a Baden. Nel 1891 Charles Eugene Lancelot Brown (cittadino onorario di Baden) fondò la Brown, Boveri & Cie (BBC).
Il XX secolo vide Baden svilupparsi come centro commerciale ed industriale, divenendo sede di numerose aziende nazionali ed internazionali. Nel 1962 ha inglobato il comune soppresso di Dättwil.

## Monumenti e luoghi d'interesse

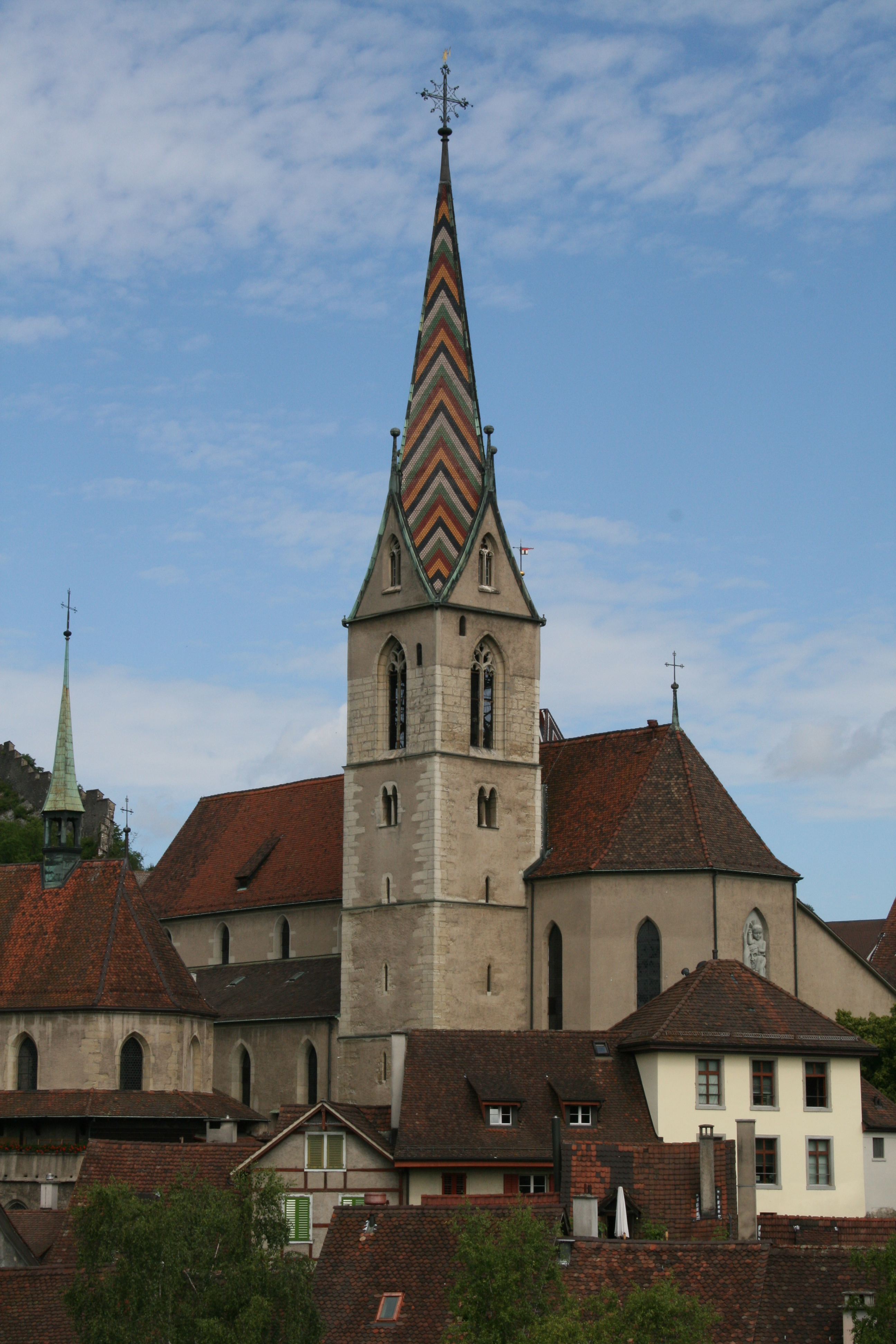
La chiesa cattolica dell'Assunzione

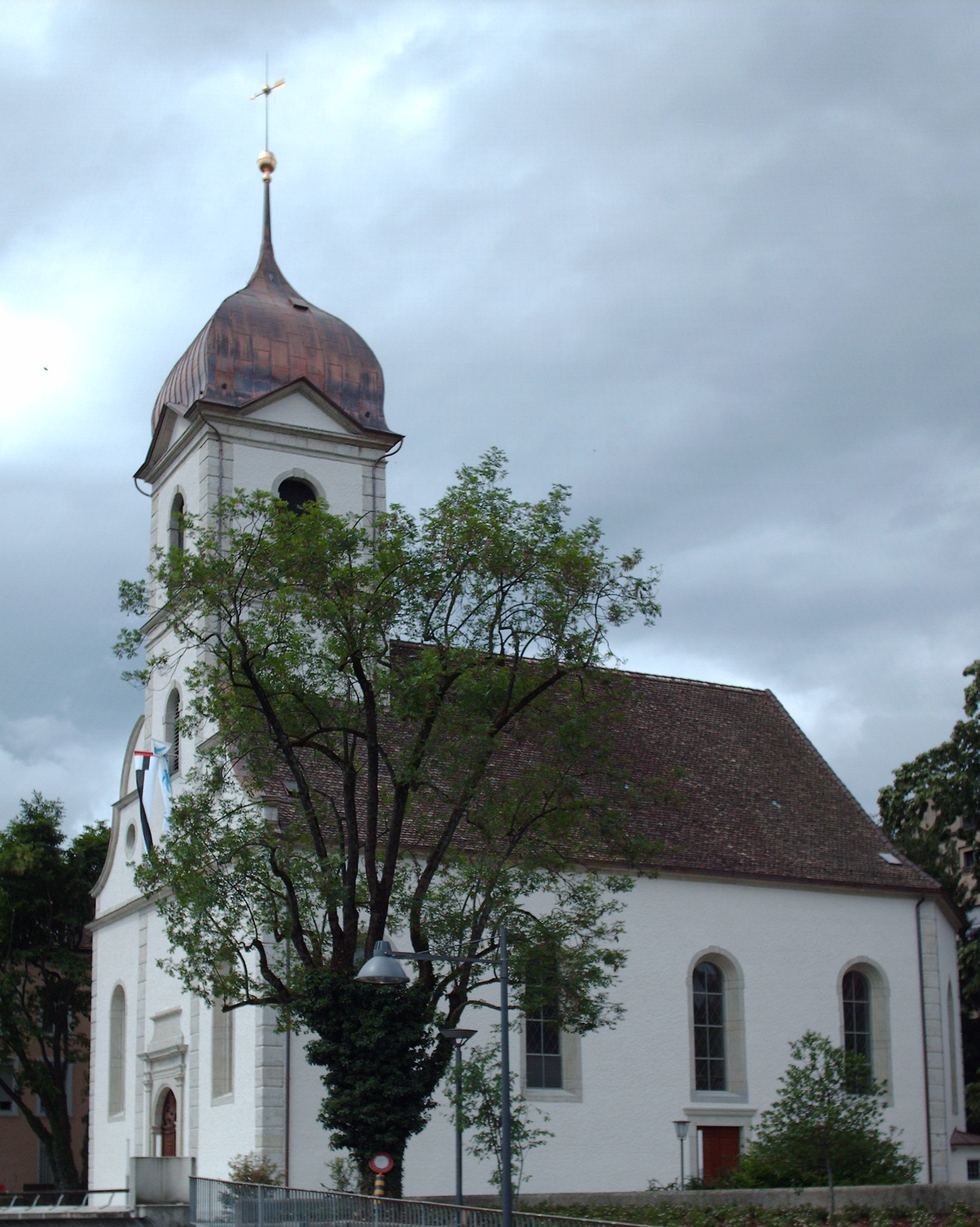
La chiesa riformata

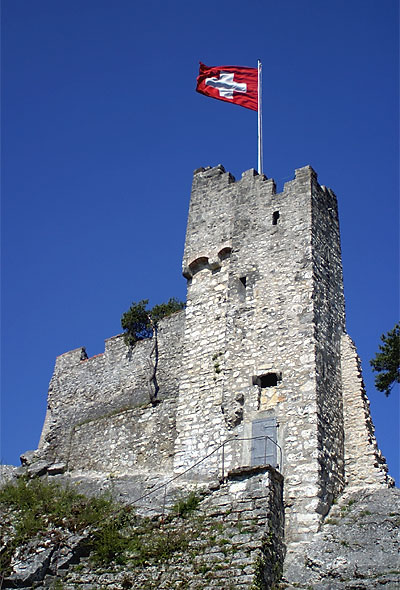
Le rovine della fortezza dello Stein

- Chiesa cattolica dell'Assunzione, eretta nel IX secolo e ricostruita nel 1460[4];
- Chiesa riformata, eretta nel 1714[4];
- Rovine della fortezza dello Stein, eretta nel IX secolo e abbandonata nel 1712[4].

## Società

### Evoluzione demografica
L'evoluzione demografica è riportata nella seguente tabella (dal 2000 con Dättwil):
Abitanti censiti

## Geografia antropica

### Quartieri
- Allmend
- Chrüzliberg
- Dättwil[6]
  - Münzlishausen
  - Rütihof
- Kappelerhof
- Meierhof

## Economia
Sebbene la popolazione di Baden si attesti attorno ai 19 000 abitanti, la sua forza lavoro raggiunge circa 25 000 unità. Le attività economiche sono concentrate principalmente nel centro della città e nell'area industriale e commerciale di Täfern a Dättwil. Tra le principali grandi aziende e le circa 1800 piccole e medie imprese il settore economico si distribuisce prevalentemente tra la fornitura di servizi e l'industria, in minor parte nell'agricoltura.

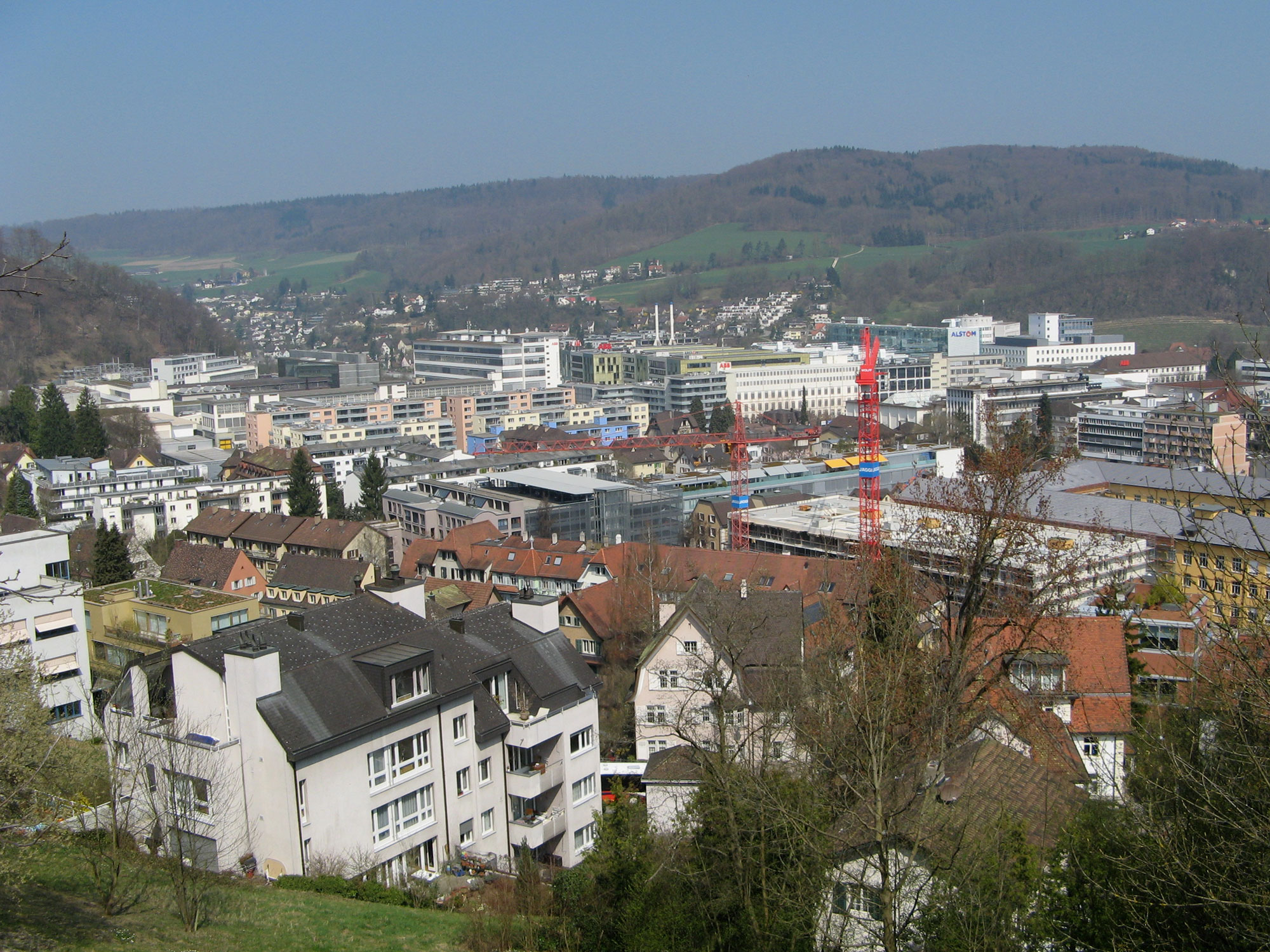
Area industriale di Baden

Il vertice della storica azienda elettrotecnica prima Brown, Boveri & Cie e poi diventata ABB è stato spostato a Zurigo, così come alcune linee di produzione. A Baden sono rimaste la gestione, il centro di ricerca, le strutture di formazione e la produzione di tecnologia ad alta tensione, di robot industriali e turbocompressori; le aree in disuso dall'ABB nella zona nord di Baden sono state trasformate in aree industriali. Nel 2000 con la cessione della divisione energetica di ABB al gruppo industriale francese Alstom, una nuova grande compagnia arrivò a Baden. Nel mese di novembre 2015 la divisione energetica di Alstom, composta dalla progettazione e messa in esercizio di impianti di turbina a gas e di turbina a vapore, è stata completamente ceduta alla multinazionale statunitense General Electric. Una parte della divisione Alstom relativa alla produzione di turbine a gas è stata ceduta dalla General Electric all'azienda italiana Ansaldo Energia in ottemperanza alle leggi sulla concorrenza dettate dalla Commissione europea.
Ha sede a Baden anche l'azienda di servizi energetici Axpo, con i suoi circa 400 dipendenti, mentre circa 1200 persone lavorano presso l'ospedale cantonale nell'area di Dättwil. Da sempre al centro dell'economia cittadina sono le sorgenti di acqua termale con i vari bagni e i vari alberghi che attraggono numerosi visitatori ogni anno.

## Infrastrutture e trasporti

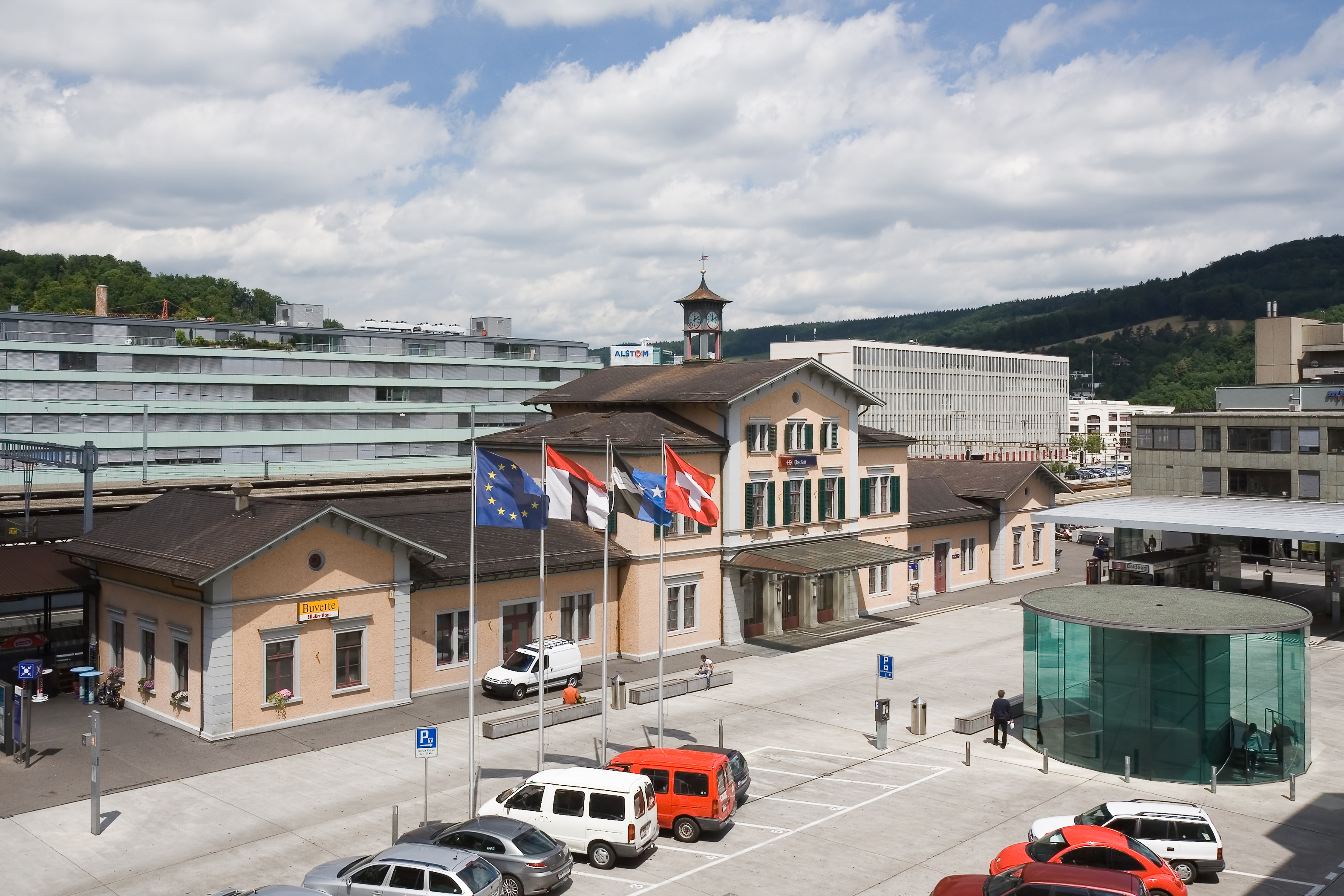
La stazione di Baden

La stazione ferroviaria di Baden, costruita nel 1847 con l'arrivo del primo treno da Zurigo, è lungo la linea che collega Zurigo alle città di Basilea e di Berna ed è una regolare fermata. La stazione è gestita dalle Ferrovie Federali Svizzere. Baden è anche capolinea della linea S6 della rete celere di Zurigo.
Per Baden passa l'autostrada A1, che per circa 1 400 m passa attraverso il tunnel Baregg.

## Sport
La locale squadra di calcio è il Fussballclub Baden.